# 仙剣奇侠伝―守り合い―
『仙剣奇侠伝―守り合い―』（せんけんききょうでん―まもりあい―、中国語表記：仙劍奇俠傳七、仙剑奇侠传七、英語表記：The Legend of Sword and Fairy 7）は、北京のSoftstar Technology（軟星科技）が開発したアクションRPG。1990年代から続く『仙剣奇侠伝』シリーズの7番目に当たる。
2017年5月23日、『仙剣奇侠伝六』の後継作品としてプロジェクトが設立された。2021年1月15日にSteamで試遊版を公開。2021年10月22日にSteamにて発売開始。2022年9月8日のv1.1.6アップデートで日本語に対応した。
日本ではPS5/PS4用のパッケージ版が2022年8月25日に発売、Xbox One用が2022年11月3日に発売されている。

## ゲーム内容
人と神と魔族が共存する中華風のファンタジー世界で、4人の主人公たちが冒険を繰り広げていく、愛と武侠をテーマとしたRPGである。
日本語パッケージ版では本編とは別にカードゲームが収録されている。

## キャラクター

### 主役
- 月清疏（ユェ・チンシュ、CV：李詩萌）[8]
- 修吾（シゥ・ウー、CV：楊天翔）[8]
- 白茉晴（バイ・ムォチン、CV：聶曦映）[8]
- 桑遊（サン・ヨウ、CV：蘇尚卿）[8]

### 端役
- 子秋
- 沈欺霜（余霞真人）
- 重楼
- 敖胥
- 魁予
- 九天玄女

## 音楽
主題歌
「相守」（歌手：周深）
挿入歌
「揮剣問蒼天」（歌手：李佳薇）
「剣指蒼天」（歌手：李常超）

## グッズ
ヒロインである月清疏のねんどろいどがあり、2022年10月に発売された。

## シリーズ
日本では1999年にSOFTSTAR ENTERTAINMENT INC.から『仙剣奇侠伝』がセガサターン用として発売されている。